# 库德赖
库德赖（法語：Coudray，法語發音：[kudʁɛ]）是法国马耶讷省的一个市镇，属于贡捷堡区。

## 地理
库德赖（47°47'28"N, 0°38'39"W）面积11.01 平方千米，位于法国卢瓦尔河地区大区马耶讷省，该省份为法国西北部内陆省份，北起芒什省和奧恩省，西接伊勒-维莱讷省，南至曼恩-卢瓦尔省，东临萨尔特省。
与库德赖接壤的市镇（或旧市镇、城区）包括：沙特兰、达翁、梅尼勒、马耶讷河畔贡捷堡、比耶内莱维拉日。

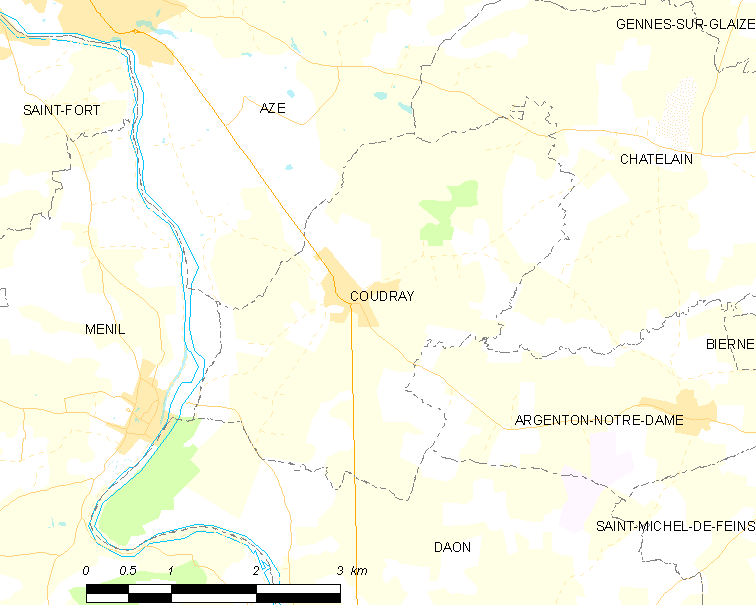
库德赖的OSM定位图

库德赖的时区为UTC+01:00、UTC+02:00（夏令时）。

## 行政
库德赖的邮政编码为53200，INSEE市镇编码为53078。

## 政治
库德赖所属的省级选区为马耶讷河畔贡捷堡第一县。

## 人口

1962-2008年间库德赖人口变化图示

库德赖于2022年1月1日时的人口数量为867人。